# Russell Bufalino
Russell Alfred Bufalino (nascido Rosario Alfredo Bufalino, Montedoro, 29 de outubro de 1903 – Kingston, 25 de fevereiro de 1994), foi um mafioso ítalo-americano que se tornou o chefe do crime organizado da família criminosa Bufalino, do nordeste da Pensilvânia, que ele governou de 1959 a 1994. Ele era primo de William Bufalino, advogado de longa data de Jimmy Hoffa.

## Primeiros anos
Bufalino nasceu em 29 de outubro de 1903, em Montedoro, Sicília, filho de Angelo Bufalino e Cristina Buccoleri. Em 9 de julho de 1903, seu pai imigrou para os Estados Unidos, estabelecendo-se em Pittston, Pensilvânia, trabalhando como mineiro de carvão. Com sua mãe e irmãos, Bufalino entrou nos Estados Unidos pelo Porto de Nova Iorque em dezembro de 1903; poucos meses depois, seu pai morreu em um acidente de mina, e sua família retornou à Sicília. Bufalino emigrou novamente para os Estados Unidos em janeiro de 1906. Após a morte de sua mãe em 1910, ele retornou à Sicília novamente. Ele retornou aos Estados Unidos em fevereiro de 1914, estabelecendo-se em Pittston. Aos 14 anos, Bufalino mudou-se para Buffalo, Nova Iorque, onde se tornou um criminoso durante a adolescência. Em 9 de agosto de 1928, ele se casou com Carolyn "Carrie" Sciandra, que veio de uma família da máfia siciliana. Bufalino trabalhou ao lado de muitos mafiosos de Buffalo, alguns dos quais se tornaram os principais líderes da Família criminosa de Buffalo e de outras futuras famílias da Cosa Nostra ao longo da Costa Leste dos Estados Unidos. Esses relacionamentos foram muito úteis para Bufalino em sua carreira criminosa. Os laços familiares e de clã eram importantes para os criminosos siciliano-americanos; eles criavam um sistema de apoio forte e secreto que pessoas de fora ou a polícia não conseguiam infiltrar. Uma amizade significativa era com seu primeiro chefe, e colega imigrante de Montedoro, John C. Montana.
No início da década de 1920, Bufalino começou a trabalhar com Joseph Barbara, outro contrabandista do interior de Nova Iorque em Endicott. Bufalino mais tarde se mudou para Kingston, Pensilvânia, em 1940. A família criminosa do nordeste da Pensilvânia controlava atividades do crime organizado em Pittston, Scranton e Wilkes-Barre, na Pensilvânia, e áreas do norte do estado de Nova Iorque.
No início da década de 1950, o Serviço de Imigração e Naturalização tentou várias vezes deportar Bufalino, mas falhou porque o governo italiano não o aceitou de volta no país.

## Reunião de Apalachin
Em 1957, depois de assumir o controle da Família Luciano do chefe Frank Costello, o chefe Vito Genovese quis legitimar seu novo poder realizando uma reunião nacional da Cosa Nostra Americana. Genovese elegeu o chefe de Buffalo, Nova Iorque e membro da Comissão, Stefano "The Undertaker" Magaddino, que por sua vez escolheu o chefe do crime do nordeste da Pensilvânia, Joseph Barbara, e Bufalino para supervisionar todos os arranjos.
Em 14 de novembro de 1957, poderosos mafiosos dos Estados Unidos e da Itália se reuniram na propriedade de Barbara em Apalachin, Nova Iorque. Cuba foi um dos tópicos de discussão de Apalachin, particularmente os interesses de jogo e contrabando de narcóticos da Cosa Nostra na ilha. O comércio internacional de narcóticos também foi um tópico importante na agenda. Os interesses e esquemas criminosos da indústria de vestuário de Nova Iorque, como agiotagem aos empresários e controle do transporte de caminhões dos centros de vestuário, eram outros tópicos importantes na agenda do Apalachin.
Um policial estadual chamado Edgar D. Croswell sabia que Carmine Galante havia sido parado por policiais estaduais após uma visita à propriedade de Barbara no ano anterior. Uma verificação de Galante pelos policiais descobriu que ele estava dirigindo sem carteira e que tinha uma extensa ficha criminal na cidade de Nova Iorque. No período que antecedeu a reunião de novembro de 1957, o policial Croswell tinha a casa de Barbara sob vigilância ocasional. Ele tomou conhecimento de que o filho de Barbara estava reservando quartos em hotéis locais, além de entregar uma grande quantidade de carne de um açougueiro local para a casa de Barbara. Isso deixou Croswell desconfiado e, portanto, ele decidiu ficar de olho na casa de Barbara. Quando a polícia estadual encontrou muitos carros de luxo estacionados na casa de Barbara, eles anotaram os números das placas. Tendo descoberto que muitos desses carros estavam registrados em nome de criminosos conhecidos, reforços foram até a cena e montaram um bloqueio na estrada.
Mal tendo começado a reunião, Bartolo Guccia, natural de Castellammare del Golfo e funcionário de Barbara, avistou uma barreira policial ao sair da propriedade de Barbara. Guccia disse mais tarde que estava retornando à casa de Barbara para verificar um pedido de peixe. Alguns participantes tentaram ir embora, mas foram parados pelo bloqueio da estrada. Outros caminharam pelos campos e bosques, destruindo seus ternos caros antes de serem pegos. Muitos mafiosos escaparam pelas florestas que cercam a propriedade de Barbara.
A polícia parou um carro dirigido por Bufalino, cujos passageiros incluíam Genovese e outros três homens, em um bloqueio rodoviário quando eles saíam da propriedade; Bufalino disse que tinha ido visitar sua amiga doente, Barbara. Todos os detidos foram multados em até US$ 10.000 cada e receberam penas de prisão que variavam de três a cinco anos. No entanto, todas as condenações foram anuladas em apelação em 1960.

## Anos posteriores e prisão

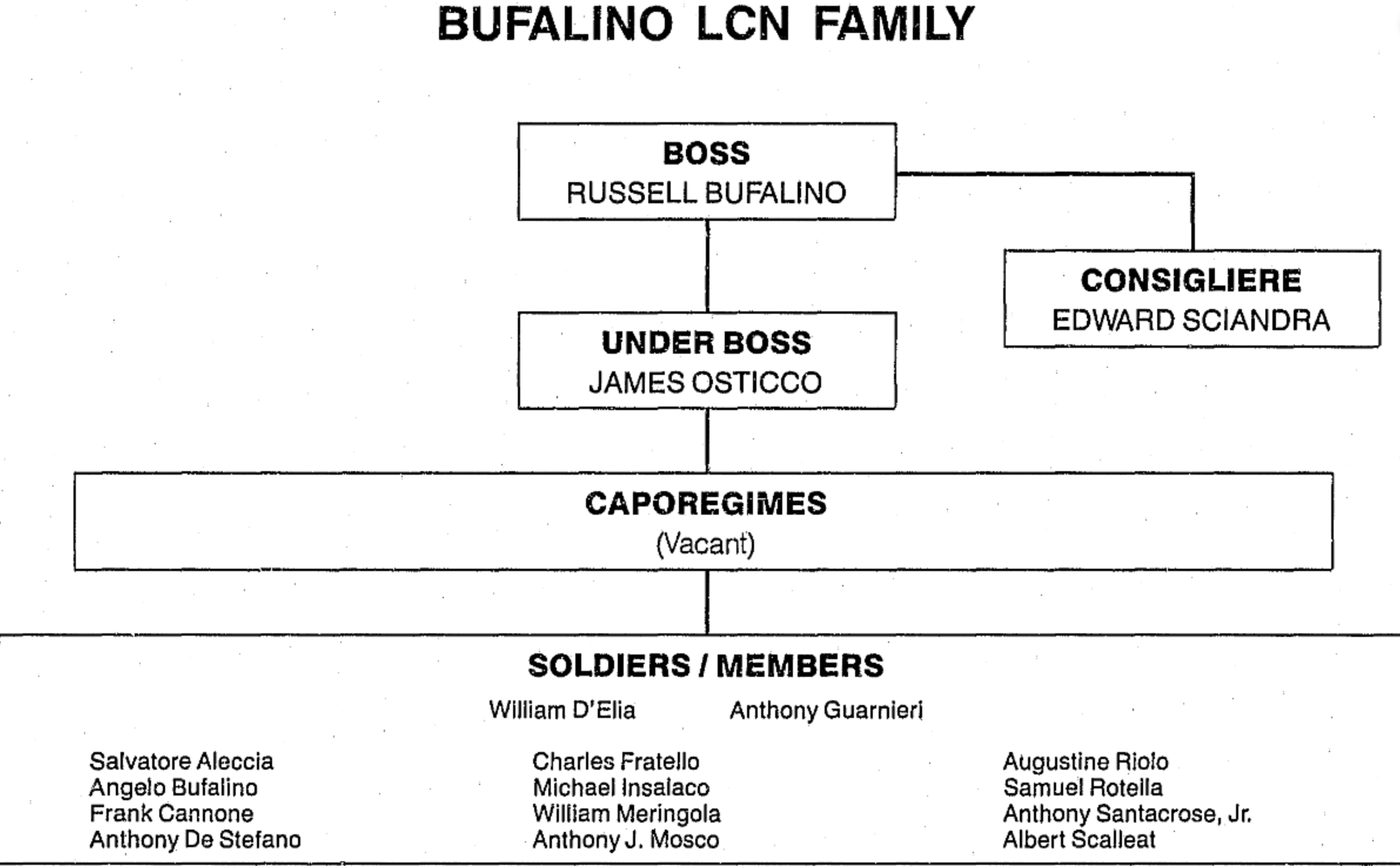
Família Bufalino em 1989

Após a morte de Barbara em junho de 1959, a Comissão reconheceu Bufalino como o chefe oficial da família.
Em 1972, depois que o cantor Al Martino teve o papel de Johnny Fontane em O Poderoso Chefão tirado dele e dado a Vic Damone, ele foi até Bufalino, seu padrinho, que então orquestrou a publicação de vários artigos de notícias que alegavam que o diretor Francis Ford Coppola não sabia que o produtor Albert S. Ruddy havia dado o papel a Martino. Damone acabou abandonando o papel porque não queria provocar a multidão, além de receber muito pouco; no final, o papel de Johnny Fontane foi dado a Martino.
No dia 20 de abril de 1973, Bufalino foi preso em uma boate em Scranton durante uma operação do FBI, acusado de interferência no comércio interestadual, obstrução da justiça, jogo e transporte de propriedade roubada, mas depois liberado sob fiança de US$ 50.000.
Em 1977, Bufalino foi indiciado por extorsão depois que Jack Napoli, que estava no Programa de Proteção a Testemunhas, testemunhou que Bufalino havia ameaçado matá-lo por não pagar uma dívida de US$ 25.000 a um joalheiro em Nova Iorque. Uma vez que Bufalino foi indiciado, ele tomou medidas para reduzir a possibilidade de novas acusações criminais. Ele nomeou o caporegime Edward Sciandra como chefe interino e se retirou das operações cotidianas da família. Em 8 de agosto de 1978, Bufalino foi condenado e sentenciado a quatro anos de prisão por sua participação na tentativa de extorsão. Ele ficou preso por quase três anos.
Bufalino foi solto em maio de 1981, mas foi indiciado novamente, dessa vez por conspirar para matar a testemunha, Napoli. A principal testemunha de acusação, Jimmy Fratianno, disse que ele e Michael Rizzitello foram solicitados por Bufalino para matar Napoli em 1976; em novembro de 1981, Bufalino foi condenado a 10 anos de prisão na Penitenciária de Leavenworth.

## Declínio e morte
Com Bufalino novamente na prisão e a família sob investigação federal, a força da organização começou a diminuir. Em 1989, Bufalino foi libertado da prisão, e as operações do restante da família do nordeste da Filadélfia foram entregues a Billy D'Elia.
Em 25 de fevereiro de 1994, Bufalino morreu de causas naturais no Nesbitt Memorial Hospital em Kingston, Pensilvânia, aos 90 anos. Ele está enterrado no Denison Cemetery em Swoyersville, Pensilvânia.

## Cultura popular
Bufalino é interpretado por Joe Pesci no filme de Martin Scorsese de 2019, O Irlandês. Pesci foi indicado ao Oscar de Melhor Ator Coadjuvante por sua atuação.
The Quiet Don: The Untold Story of Mafia Kingpin Russell Bufalino,de Matt Birkbeck, foi publicado em outubro de 2014 pela Berkley Books.